# Kōtō, Tokyo
Kōtō (江東区 (Giang Đông khu) Kōtō-ku) là một trong 23 khu đặc biệt của Tokyo.
Tính đến năm 2010, khu này có dân số 458.617 và mật độ 11480 người/km². Tổng diện tích 39.48 km².

## Tổng quan
Kōtō được thành lập vào năm 1947 (Shōwa 22) do việc sáp nhập của Fukagawa cũ và quận (Jōtō Tokyo). Tên gọi của quận được đặt theo vị trí đối diện phía đông của sông Sumida-gawa. Quận nằm ở phía nam của đồng bằng hình tam giác Kōtō Delta, giữa hai con sông Sumida-gawa và Arakawa, và ngay bên Vịnh Tokyo.
Khu vực hiện tại của quận Kōtō từng chỉ là mặt nước và một số hòn đảo nhỏ. Vào thời Edo, khu vực này được phát triển và đổi mới, đặc biệt là khu vực Fukagawa, nơi các dinh thự Samurai và các ngôi chùa đã được xây dựng sau vụ cháy lớn vào năm 1657. Những khu vực nổi tiếng bao gồm đền Kameido Tenjin ở Kameido và đền Tomioka Hachimangu và Fukagawa Fudo-dō ở Fukagawa, nơi thu hút nhiều người qua lại, và Fukagawa trở thành một trong những khu phố dưới thành phố đại diện cho Edo nhờ sự phát triển của khu vực Kiba. Khu vực Jōtō cũng phát triển nhờ nông nghiệp và nổi tiếng như một địa điểm giải trí ở gần Edo. Chỉ trong thời kỳ Meiji, quận này đã công nghiệp hóa sớm bằng cách tận dụng diện tích lớn và giao thông đường thủy, và đã trộn giữa các nhà máy, nhà ở, và khu mua sắm. Khu vực Fukagawa đã trải qua các biên chế đất do các sự kiện như Thảm họa động đất Kanto và cuộc không kích lớn Tokyo.
Khu vực Aomi và Ariake đã được phát triển thành trung tâm phụ Rinkai và có sự phát triển đáng chú ý, trở thành một thành phố hiện đại được lên kế hoạch liền mạch với khu vực Odaiba. Khu vực ven biển này cũng tập trung nhiều địa điểm của Vận hội và Paralympic của Thế vận hội Tokyo 2020.Tokyo Big Sight, Trung tâm thể thao Ariake, Ariake Arena và Nhà hát Ariake Garden là một số trong số các cơ sở tổ chức sự kiện lớn tại khu vực này, thu hút nhiều du khách trong suốt cả năm, cùng với những cơ sở nghỉ ngơi như khách sạn và khu thương mại đồng thời được phát triển.
Khu vực Toyosu và Yume no Shima có nhiều cơ sở dành cho trẻ em, và gần đây, do gần kề trung tâm thành phố, đã có sự gia tăng dân số do các công trình xây dựng và các căn hộ lớn liên tục do đưa trung tâm thành phố trở lại ảnh hưởng. Tuy nhiên, do việc sáp nhập trường học tiểu học theo chính sách giảm dần dân số, các trường học đã thành lập lại gặp khó khăn trong việc tiếp nhận học sinh mới. Tương tự, các trường mầm non cũng không đủ chỗ và số lượng trẻ đứng chờ gia tăng.